# Бабка (гриб)
Бабка (Leccinellum) — рід грибів родини Boletaceae. Назва вперше опублікована 2003 року.

## Поширення та середовище існування
В Україні зростає підберезник чорніючий чи бабка жовтопорова (Leccinellum crocipodium).

## Галерея

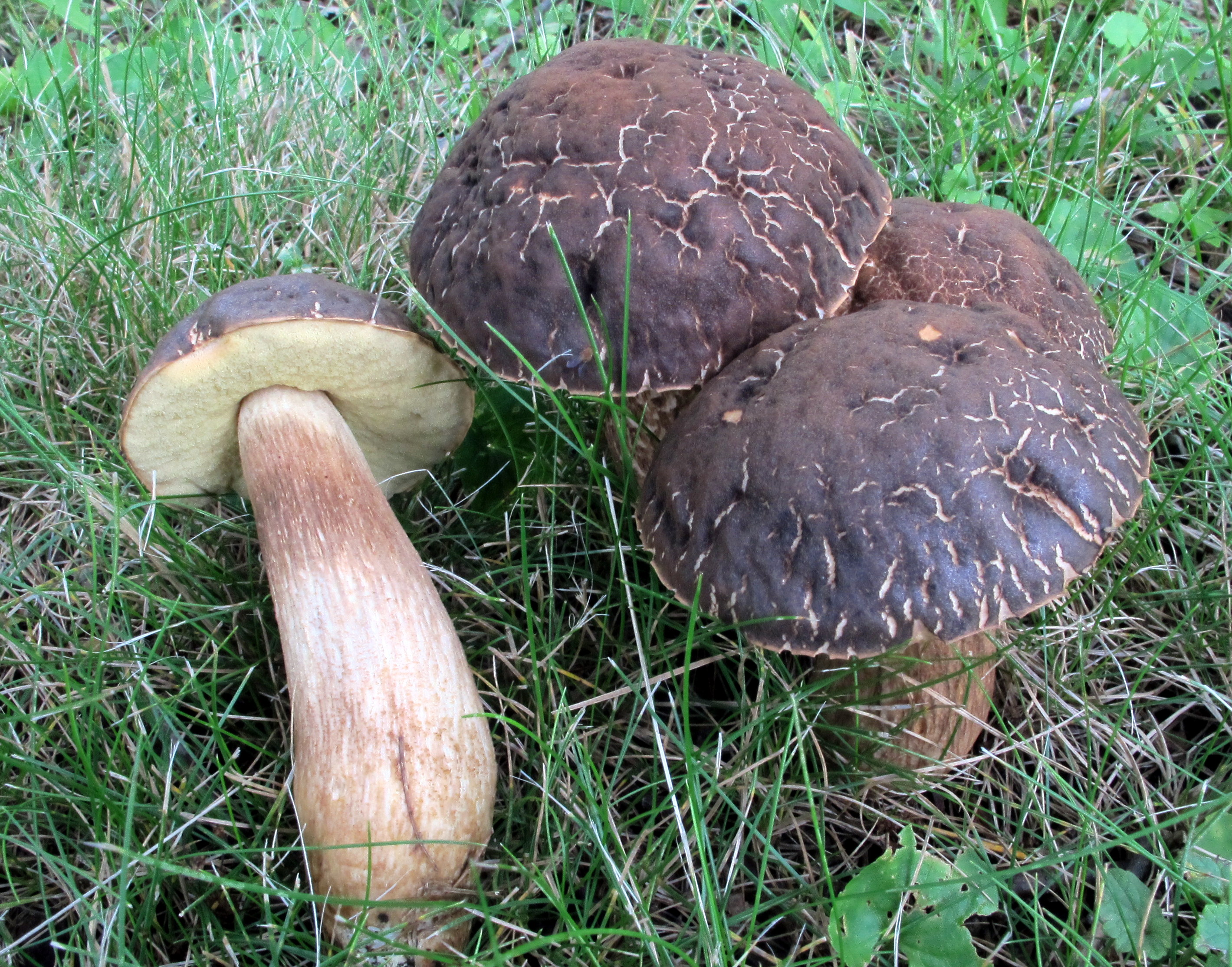
Leccinellum crocipodium
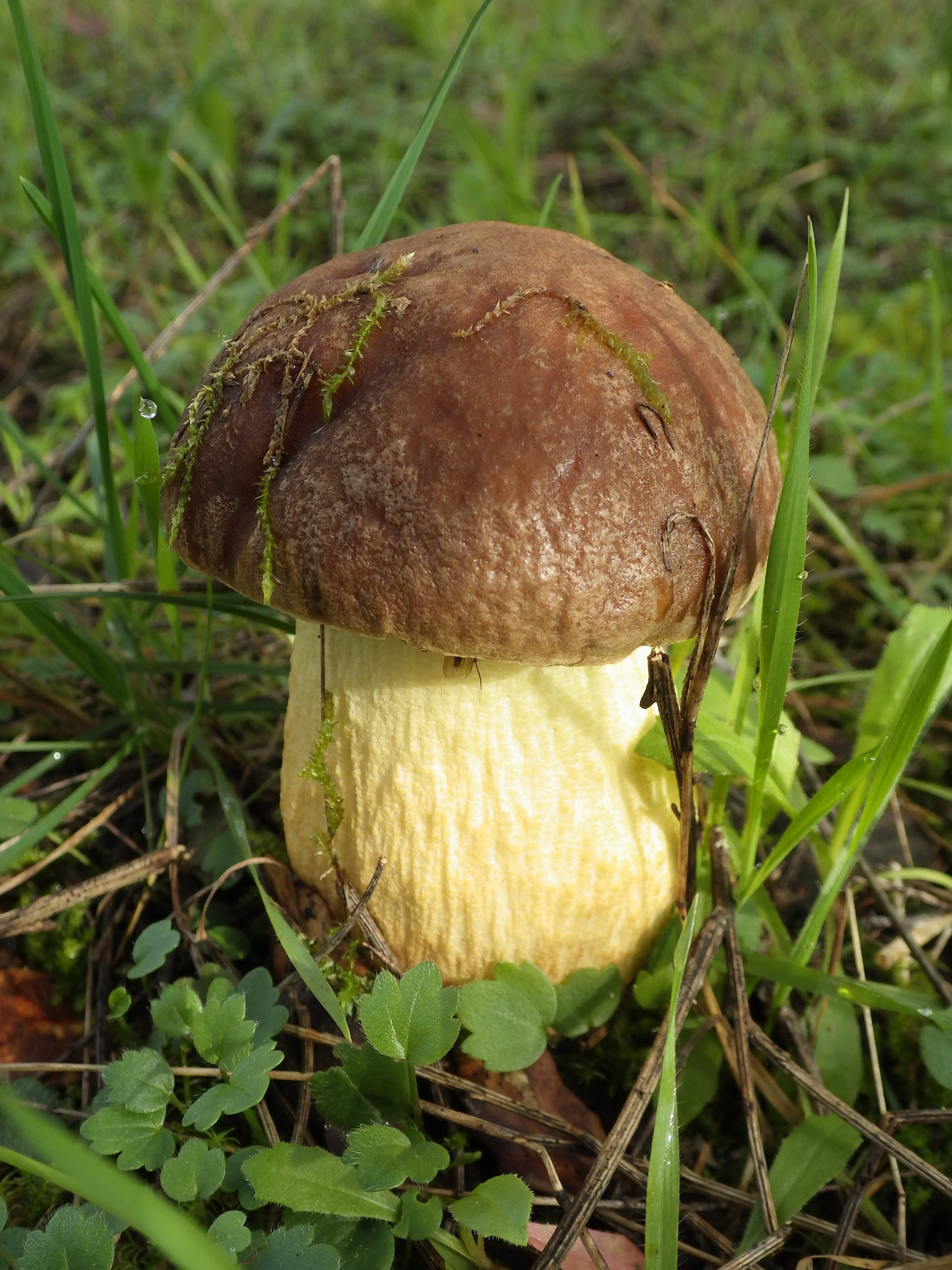
Leccinellum lepidum